# PFL vs. Bellator
PFL vs. Bellator: Champs fue un evento de artes marciales mixtas co-promocionado por Bellator MMA y Professional Fighters League llevado a cabo el 24 de febrero de 2024, en el Kingdom Arena en Riad, Arabia Saudita.

## Historia
En noviembre de 2023, se anunció que PFL había adquirido a su competidora Bellator MMA.
Una cartelera de campeones contra campeones fue anunciada el 16 de enero de 2024, y programada para el siguiente mes. En total, el evento contaría con cuatro campeones de cuatro divisiones (peso pesado, peso mediano, peso wélter y peso pluma) defender sus títulos de sus respectivas organizaciones.
El Campeón de Peso Wélter de PFL de 2018 y 2023 Magomed Magomedkerimov fue originalmente anunciado para enfrentar al Campeón Mundial de Peso Wélter de Bellator (además de campeón de peso wélter de LFA) Jason Jackson. Sin embargo, Magomedkerimov se retiró de la pelea por una lesión en enero de 2024 y fue reemplazado por el Campeón de Peso Wélter de PFL de 2019 y 2021 Ray Cooper III en una pelea en peso pactado de 182 libras.
Una pelea de peso pluma entre el actual Campeón Mundial de Peso Pluma de Bellator Patrício Pitbull y el Campeón de Peso Pluma de PFL de 2023 Jesus Pinedo estaba programada para el evento. Sin embargo, Pinedo se retiró de la pelea una semana antes del evento por una lesión de espalda y fue reemplazado por Gabriel Braga. A su vez, Braga se retiró de la pelea un día antes del evento y la pelea fue cancelada.
La cartelera también incluyó pelea entre peleadores de ambas promociones:
- Una pelea de peso pesado entre el actual Campeón Mundial de Peso Semipesado de Bellator (además de Ganador del Grand Prix de Peso Semipesado de Bellator) Vadim Nemkov y el Campeón de Peso Pesado de PFL de 2021 Bruno Cappelozza.
- Una pelea de peso ligero entre Clay Collard y el ex-Campeón Mundial de Peso Pluma de Bellator (además de Ganador del Grand Prix de Peso Pluma de Bellator) A. J. McKee.

## Resultados
1. ↑  Campeón vs. Campeón.
2. ↑  Campeón vs. Campeón.
3. ↑  Pelea amateur. Pereira no dio el peso (129.2 lbs).